# Hermann Gutbier

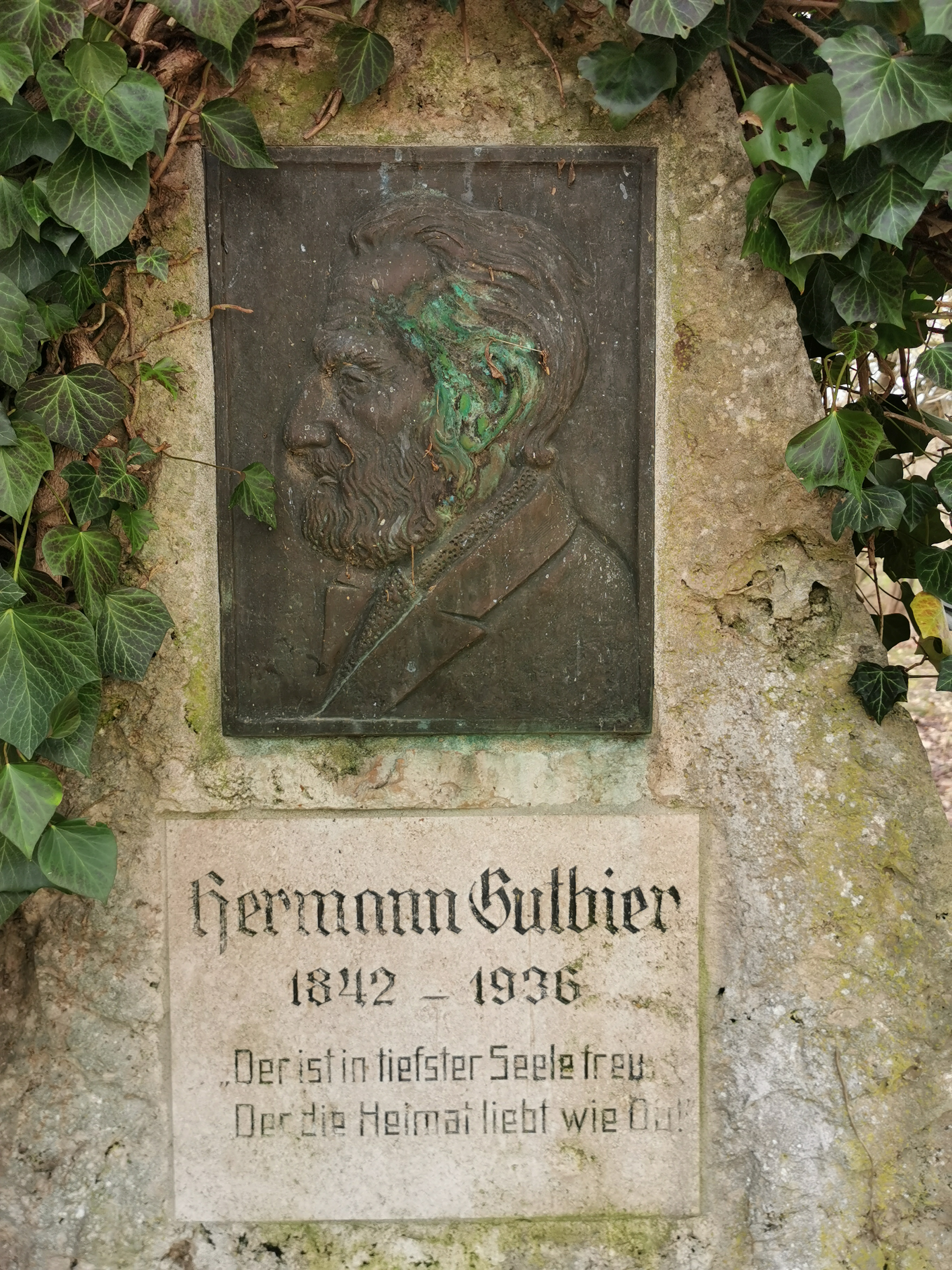
Profilmedaillon für Hermann Gutbier an seinem Denkmal auf der Großen Harth

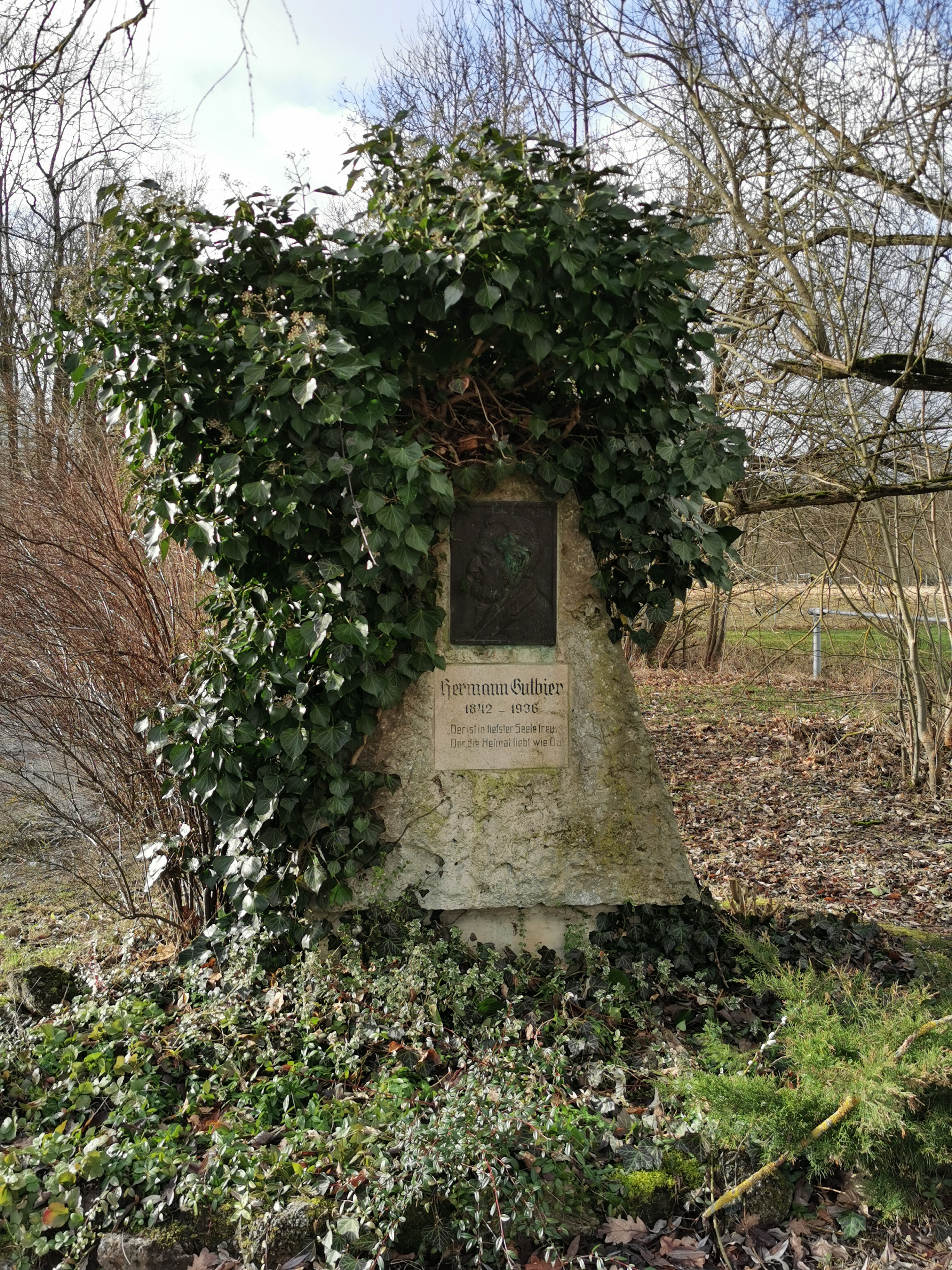
Denkmal auf der Großen Harth, Gesamtansicht

Hermann Gutbier (* 20. Februar 1842 in Langensalza; † 8. Mai 1936) war ein Autor zur Regionalgeschichte von Langensalza und Umgebung.

## Werdegang
Bis 1896 war er Lehrer an der damaligen Bürgerschule, später an der höheren Töchterschule in Langensalza. 1899 wurde er vom damaligen Bürgermeister Oskar Wiebeck als Stadtarchivar von Bad Langensalza eingestellt. In dieser Funktion konnte er sein umfangreiches regionalhistorisches Wissen einbringen und entfalten. 1908 bekam er eine Ernennung als Mitglied der Akademie gemeinnütziger Wissenschaften in Erfurt, zum korrespondierenden Mitglied des Erfurter Geschichtsvereins sowie zum Ehrenkorrespondenten der Preußischen Geologischen Landesanstalt Berlin. 1912 wurde er Ehrenbürger der Stadt Langensalza. Er war Mitglied zahlreicher Vereine, u. a. auch des Mühlhäuser Geschichtsvereins.
Sein Grabmal befindet sich auf dem Hauptfriedhof von Bad Langensalza.

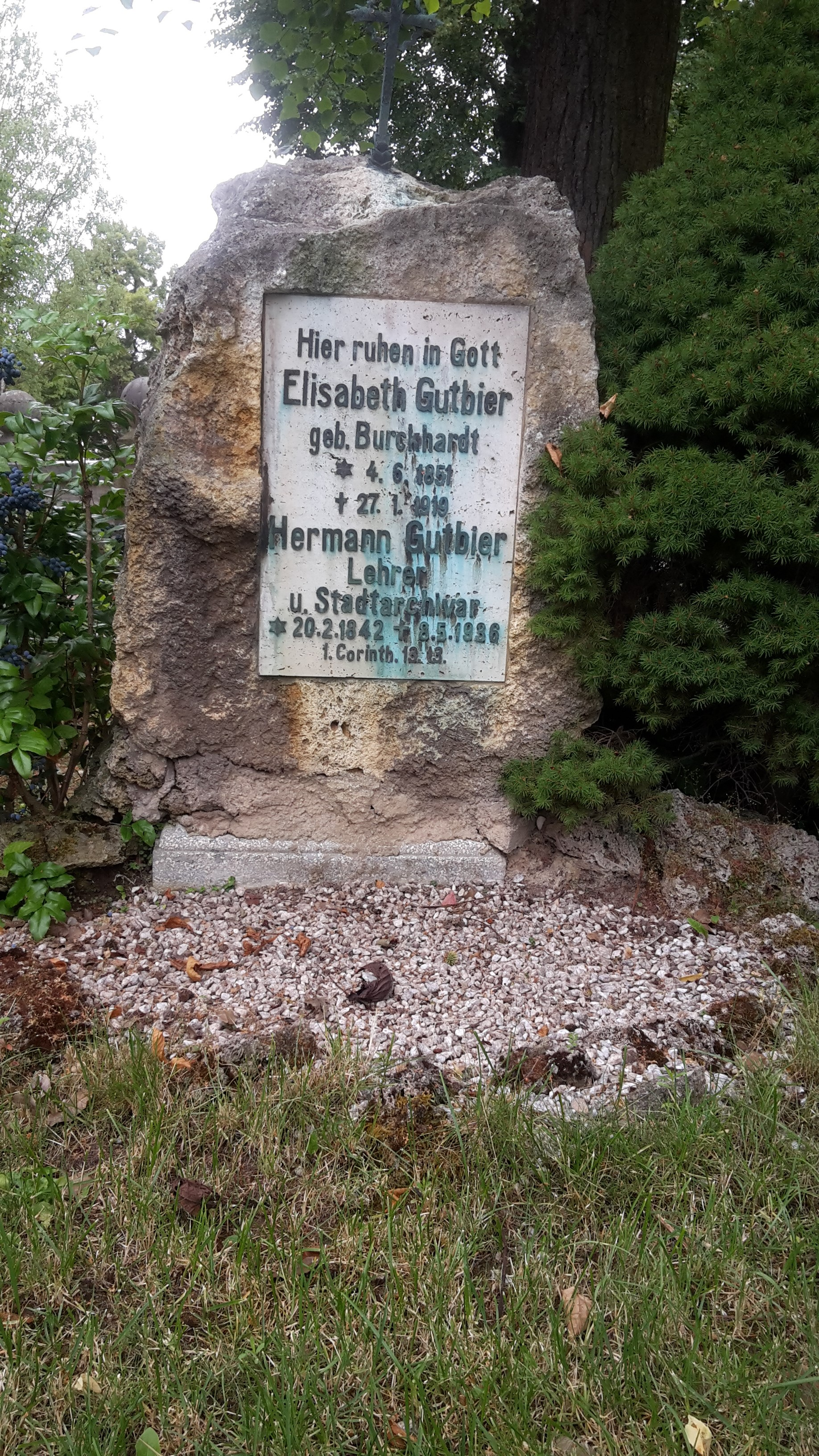
Grab Gutbiers in Bad Langensalza (2019)

## Werke
- „Der Hainich“, 1894, Reprint 2006 (bearbeitet von Harald Rockstuhl),  Verlag Rockstuhl, Bad Langensalza, ISBN 3-938997-10-9 ; Online=Digitalisat der HAAB Weimar
- „Baugeschichte der Stadt Langensalza“
- „Die Grabdenkmäler der Bergkirche“,
- „Die Denkmäler der Marktkirche (St. Bonifacii) zu Langensalza mit einem Lageplan“ , Druck und Verlag: Albert Thomas 1931
- „Der Kampf bei Langensalza 1866 - Der letzte Bruderkampf an der Unstrut nach eigenen Erlebnissen und Beobachtungen“, 1891, Reprint 2006,  Verlag Rockstuhl, Bad Langensalza, ISBN 3-936030-14-6
- „Beiträge zur Häuser-Chronik der Stadt Langensalza“, 15 Hefte Digitalisat
- „Beiträge zur Geschichte der Tuchmacherinnen zu Langensalza auf Wunsch der Löbl. Innung“, 1897
- „Die Lateinschule zu Langensalza“, 1921

| Personendaten    | Personendaten                            |
| ---------------- | ---------------------------------------- |
| NAME             | Gutbier, Hermann                         |
| KURZBESCHREIBUNG | deutscher Autor zur Thüringer Geschichte |
| GEBURTSDATUM     | 20. Februar 1842                         |
| GEBURTSORT       | Langensalza                              |
| STERBEDATUM      | 8. Mai 1936                              |